# Lonely (canção de Akon)
"Lonely" (em português:  Solitário) é uma canção do cantor de hip hop senegalês Akon. É a oitava faixa e terceiro single do álbum de estreia Trouble, sendo lançado como single no Brasil em 19 de abril de 2005.
Nas paradas, chegou ao topo em vários países, incluindo o Reino Unido, Alemanha (onde permaneceu lá por oito semanas) e na Austrália. Também fez muito sucesso no Brasil onde também alcançou a liderança, na França alcançou o número 2, e no Estados Unidos que alcançou a posição 4. Ele também fez muito bem, no Senegal, pátria de Akon, onde permaneceu no topo das paradas por um tempo muito longo.

## Faixas
| N.º | Título                                                             | Duração |  |
| 1.  | "Lonely" (Versão do Álbum)                                         | 3:55    |  |
| 2.  | "Trouble Nobody"                                                   | 3:23    |  |
| 3.  | "Kill the Dance (Got Something For Ya)" (Feat. Kardinal Offishall) | 2:55    |  |
| 4.  | "Lonely" (Instrumental)                                            | 3:34    |  |
| 5.  | "Lonely (Reggaeton Remix)" (Feat. Arcángel)                        | 4:26    |  |
| 6.  | "Lonely" (Video)                                                   |         |  |

## Paradas e posições
| Paradas (2005)                               | Melhor posição |
| -------------------------------------------- | -------------- |
| Austrália - ARIA Charts                      | 1              |
| Áustria - Ö3 Austria Top 40                  | 1              |
| Bélgica - Ultratop 50 (Flanders)             | 2              |
| Bélgica - Ultratop 40 (Valônia)              | 2              |
| Chéquia - IFPI Česká Republika               | 57             |
| Dinamarca - Tracklisten                      | 1              |
| União Europeia - Billboard European Hot 100  | 1              |
| Brasil - Brasil Hits Music (BHM)             | 1              |
| Finlândia - Finland Singles Chart            | 19             |
| França - SNEP                                | 2              |
| Alemanha - Media Control Charts              | 1              |
| Hungria - Radios Top 40                      | 15             |
| Hungria - Dance Top 40                       | 21             |
| Irlanda - IRMA                               | 1              |
| Países Baixos - Single Top 100               | 1              |
| Nova Zelândia - RIANZ                        | 1              |
| Noruega - VG-lista                           | 2              |
| Reino Unido - UK Singles Chart               | 1              |
| Suécia - Sverigetopplistan                   | 2              |
| Suíça - Swiss Singles Chart                  | 1              |
| Estados Unidos - Billboard Hot 100           | 4              |
| Estados Unidos - Billboard Pop Songs         | 5              |
| Estados Unidos - Billboard R&B/Hip-Hop Songs | 57             |

### Final de ano
| Fim do gáfico de ano (2005) | Melhor posição |
| --------------------------- | -------------- |
| - Media Control Charts      | 3              |
| - UK Singles Chart          | 7              |

### Certificaçãoes
| País                 | Certificado | Vendas      |
| -------------------- | ----------- | ----------- |
| Austrália ARIA Chart | 2× Platina  | 140.000 +   |
| Brasil ABPD          | Platina     | -           |
| Estados Unidos RIAA  | Platina     | 1.000.000 + |

| Precedido por: {{{antes}}}               | Irish Singles Chart 5 de Maio de 2005 – 26 de Maio de 2005                   | Sucedido por: {{{depois}}}                                |
| Precedido por: {{{antes}}}               | UK Singles Chart 8 de Maio de 2005 – 15 de Maio de 2005                      | Sucedido por: {{{depois}}}                                |
| Precedido por: {{{antes}}}               | New Zealand RIANZ Singles Chart 13 de Junho de de 2005 – 11 de Julho de 2005 | Sucedido por: {{{depois}}}                                |
| Precedido por: {{{antes}}}               | Australian ARIA Singles Chart 10 de Julho de 2005 – 17 de Julho de 2005      | Sucedido por: {{{depois}}}                                |
| Precedido por "Axel F" by Crazy Frog     | Australian ARIA Singles Chart 14 de Agosto de 2005                           | Sucedido por "Ghetto Gospel" de 2Pac featuring Elton John |
| Precedido por Can't Get Over de "Kasino" | Hit Parade Brasil 21 de Agosto de 2005                                       | Sucedido por "Gasolina " de Daddy Yankee                  |